# Annobóni repülőtér
Az Annobóni repülőtér (IATA: NBN, ICAO: FGAB) egy repülőtér Annobón szigetén, Egyenlítői-Guineában.

## Története
A repülőtér San Antonio de Palétól nyugatra, Annobón déli részén található. 2013. október 15-én avatták fel Teodoro Obiang Nguema Mbasogo, Egyenlítői-Guinea elnöke jelenlétében.

## Légitársaságok és úti célok
| Légitársaság           | Célállomások |
| ---------------------- | ------------ |
| CEIBA Intercontinental | Bata, Malabo |

## Fordítás
Ez a szócikk részben vagy egészben  az   Annobón Airport című angol Wikipédia-szócikk ezen változatának fordításán alapul.  Az eredeti cikk szerkesztőit annak laptörténete sorolja fel. Ez a jelzés csupán a megfogalmazás eredetét és a szerzői jogokat jelzi, nem szolgál a cikkben szereplő információk forrásmegjelöléseként.